# Paraplectanoides kochi
Paraplectanoides kochi är en spindelart som först beskrevs av O. Pickard-Cambridge 1877.  Paraplectanoides kochi ingår i släktet Paraplectanoides och familjen hjulspindlar.
Artens utbredningsområde är Queensland. Inga underarter finns listade i Catalogue of Life.